# Bobrowy Zakątek
Bobrowy Zakątek – ścieżka dydaktyczna wytyczona w ramach Leśnego Kompleksu Promocyjnego „Puszcza Notecka”, w okolicy wsi Kaplin. Na pięciokilometrowym szlaku pieszym w kształcie pętli rozmieszczono 11 przystanków z tablicami informacyjnymi na temat Puszczy Noteckiej. Wędrując wyznaczoną trasą można zapoznać się ze składem gatunkowym drzewostanów w Leśnictwie Mokrzec, fauną Puszczy Noteckiej, zasadami prowadzenia gospodarki leśnej oraz historią osadnictwa na tym terenie. Orientacyjny czas przejścia ścieżki wynosi od 2 do 3 godzin.

## Trasa
1. Murawa napiaskowa
2. Jezioro Młyńskie
3. Stara osada
4. Młyn
5. Olsy
6. Orientacja w terenie
7. Jakie to drzewo?
8. Bobry
9. Święto Lasu
10. Od uprawy do starodrzewia
11. Szkółka leśna